# بثينة الأنصاري
بثينة الأنصاري سيدة قطرية شغلت مناصب تنفيذية عديدة في القطاع الحكومي، بدءا من جامعة قطر حيث كانت معيدة تدرس مادة الاقتصاد الكلي 
في عام 2006 انتقلت إلى مصرف الريان مديرة للموارد البشرية ومن ثم انتقلت إلى شركة الاتصالات القطرية (اوريدو) حيث كانت شغلت عدة مناصب منها رئيسة التخطيط الاستراتيجي، ثم مديرة الموارد البشرية، ولاحقا تم انتدابها للعمل في جهاز قطر للاستثمار وهو الهيئة المسؤولة عن الاستثمارات القطرية في الخارج وقضت في الجهاز عدة سنوات مديرة للموارد البشرية.
و في يونيو 2022 تم انتخابها عضوا في مجلس إدارة شركة (استثمار) وهي إحدى شركات المساهمة العامة المدرجة في بورصة قطر، لتصبح بذلك أول سيدة قطرية تفوز بالانتخاب كعضو مستقل في شركة مساهمة عامة قطرية

## الدراسة
حصلت الأنصاري على درجة البكالريوس في العلوم الحيوية الطبية من جامعة قطر، ثم درجة الماجستير في إدارة الأعمال من نفس الجامعة ، كما حصلت على الماجستير في إدارة الأعمال/التخطيط الاستراتيجي للموارد البشرية من إحدى الجامعات المصرية وكذلك شهادات دبلوم وشهادات خبرة في تخصصات تجارية مختلفة من الجامعات والمدارس في لندن والقاهرة ثم دكتوراه في التخطيط الاستراتيجي للمؤسسات Nottingham Trent -UK - 2019 .بريطانيا، كما حصلت على الدكتوراه الفخرية في القنون المدني من جامعة نوسبريا في نيوكاسل - بريطانيا، وهي خريجة مركز قطر للقيادات، البرنامج التنفيذي 2018 

## خبرات تدريبية
تعد الأنصاري مؤسسة ورئيسة شركة قطريات تي أند دي القابضة لخدمات الموارد البشرية. وقطريات تي أند دي عبارة عن شركة قابضة تضم ثلاث شركات، وتختصّ هذه الشركات في ثلاثة مجالات مختلفة: قطريات للتدريب والتنمية ـ والتي توجه جهودها نحو المرأة القطرية في الدوحة لتطوير مهاراتها وخبراتها؛ ومجلة قطريات ـ وهي مجلة لسيدات الأعمال تغطي الأخبار المحلية والإقليمية لسيدات الأعمال، بما في ذلك إنجازاتهن، ومساهماتهن الاجتماعية، ومشاكلهن في العمل، والقضايا ذات الصلة؛ وقطريات لاستشارات التنمية ـ والتي تتوجّه إلى النساء والرجال معا في وضع خطط الأعمال وقضايا إعادة الهيكلة.

## الوظائف والعضويات
تم انتخابها في يونيو 2022 عضوا في مجلس إدارة شركة (استثمار) وهي إحدى شركات المساهمة العامة المدرجة في بورصة قطر، لتصبح بذلك أول سيدة قطرية تفوز بالانتخاب كعضو مستقبل في شركة مساهمة عامة قطرية، كما ان لديها تاريخ طويل في وظائف ادارية مثل: 
- عضو هئية تدريس ومدير مكتب الـMBA جامعة قطر 200٨-200٥.
- مدير إدارة الموارد البشرية مصرف الريان 200٨-200٦.
- مدير التخطيط الاستراتيجي اوريدو 20٠٨-٢٠١٠.
- مدير الموارد البشرية اوريدو 20١٠-٢٠١٧.
- مدير إدارة الموارد البشرية بالإنابة -جهاز قطر للاستثمار 201٧-201٦.
- مستشار رئيس مجلس إدارة شركة جست ريل ستايت العقارية.2017  - وحتى الآن
- مستشار تخطيط استراتيجي -مركز قطر للفعاليات الثقافية والتراثية التابع لوزارة الثقافة.2019 - وحتى الآن.

## خبرات في مجالات العمل العام
- تشارك بثينة الأنصاري في عضوية عدد كبير من المنظمات التطوعية خصوصا في مجالات تمكين المرأة في قطر آو نشر مبادي وثقافة المسؤولية المجتمعية ومن ذلك:
- عضو مجلس إدارة منتدى سيدات الأعمال القطري. 2008-2017
- عضواً  منتدى السيدات العربي الدولي، المملكة المتحدة-لندن-منذ العام 2009 وحتى الآن.
- عضو رابطة تعزيز دور المرأة في القطاع التكنولوجي -مبادرة هيلاري كلنتون.2010  - وحتى الآن.
- ر ئيس مجلس أمناء مدرسة اَمنة بنت وهب، من عام  2011- 2013
- عضو مجلس إدارة رابطة الخريجين قطر 2014-2018 وأمين سر الصندوق.
- نائب رئيس رابطة  خريجي ماجستير إدارة الأعمال بجامعة قطر 2011- وحتى الآن.
- عُينتُ قاضياً (حكماً) لمسابقة نجوم العلوم، الذي اقامته مؤسسة قطر للتعليم وتنمية المجتمع وهو برنامج تربوي  بُثَ على قناة MBC1
- عضو مجلس إدارة لجنة المسوؤلية المجتمعية -المدير التنفيذي لللجنه التابعة لدار الشرق 2013- وحتى الآن.
- السفير الفخري للجمعية القطرية للسرطان من عام 2020 - وحتى الآن.

## كتب وابحاث
- كتاب المرأة القطرية قبل وبعد النفط والغاز 2014.

- "سياسة التقطير  ونجاح إستراتيجية شركة أوريدو في  تقطير الوطائف التنفيذية "2015، بحث مشترك
- كتاب بطلات Sheroes 2016
- كتاب أقوى من الحصار 2018.
- قوة الدولة - المؤشرات الاقتصادية لدولة قطر 2021
- العد التنازلي -كأس العالم فيفا قطر 2022

## الجوائز والتصنيفات
حاصلة على جائزة سيدات الأعمال (المنافس الأول (2009)، (مشروع تطوير سياسة التقطير في القطاع المالي)-قطر كما تم تصنيفها كواحدة من أقوى 100 امرأة عربية الأكثر نفوذاً وتأثيراً على مستوى الشرق الأوسط في تصنيف عام 2011، وحصلتُ أيضا على المركز 67 (مجلة ا رابيان بيزنيس).